# オラパリブ
オラパリブ (Olaparib, AZD-2281, Ku-0059436) は、進行した卵巣癌への分子標的治療薬として、アストラゼネカの リムパーザ（Lynparza） が2014年12月に米国食品医薬品局(FDA)と欧州医薬品庁(EMA)から承認を得ている。日本でも2018年1月に「白金系抗悪性腫瘍剤感受性の再発卵巣癌における維持療法」を効能・効果として承認。2018年7月2日「がん化学療法歴のあるBRCA遺伝子変異陽性かつHER2陰性の手術不能又は再発乳癌」についても適応が承認された。
DNA修復に関与するポリADPリボースポリメラーゼを阻害するPARP阻害剤である。がん抑制遺伝子であるBRCA1やBRCA2に変異をもつがんは本剤に感受性が高く、BRCA1/2遺伝子に変異を有する卵巣癌、乳癌、前立腺癌、膵臓癌等の治療に用いられる。
400 mgを1日2回経口摂取する。1日の合計摂取量は800 mg。1週間分となる 50 mgカプセル112個入りボトル が $3,000 で販売されている。
選択的阻害剤の一種であり PARP-1 (英語版)  と PARP-2 (英語版)  への作用 IC50 はそれぞれ 5 nM と 1 nMである。400 mgを1日2回摂取した時の血中濃度は Cmax ss = 1.18-14.2 µg/mL、AUC0-12 = 6.48-154 µg.h/mL。
ヒト正常細胞においてもPARP阻害薬オラパリブは作用し、ゲノム不安定性を招き染色体異常が増加する。進行癌以外でPARP阻害薬を使用する場合は注意が必要。

## 効能・効果
- 白金系抗悪性腫瘍剤感受性の再発卵巣癌における維持療法
- BRCA遺伝子変異陽性の卵巣癌における初回化学療法後の維持療法
- 相同組換え修復欠損を有する卵巣癌におけるベバシズマブ（遺伝子組換え）を含む初回化学療法後の維持療法
- がん化学療法歴のあるBRCA遺伝子変異陽性かつHER2陰性の手術不能または再発乳癌
- BRCA遺伝子変異陽性の遠隔転移を有する去勢抵抗性前立腺癌
- BRCA遺伝子変異陽性の治癒切除不能な膵癌における白金系抗悪性腫瘍剤を含む化学療法後の維持療法

## 副作用
重大な副作用として、骨髄抑制〔貧血（33.7%）、好中球減少（14.4%）、白血球減少（12.1%）、血小板減少（8.8%）、リンパ球減少（7.4%）等〕と間質性肺疾患（0.9%）が知られている。